# Козлова, Галина Глебовна
Галина Глебовна Козлова (урождённая Грязнова; 20 августа 1914 — 20 апреля 2007) — советский и российский филолог-латинист, автор учебника по латинскому языку и «Самоучителя латинского языка».

## Биография
Окончила отделение классической филологии Московского университета (1940). Защитила кандидатскую диссертацию «Историко-литературный анализ романа Ксенофонта Эфесского „Эфесские повести“» (1956).
Автор учебника по латинскому языку (М.: Высшая школа, 1980) и «Самоучителя латинского языка» (М.: Флинта, 2003, 2006), содержащего грамматический материал по программе, эквивалентной 120 часам учебного времени, упражнения для его усвоения, тексты латинских авторов и латинско-русский словарь. В соавторстве с Александром Васильевичем Подосиновым и Алексеем Анатольевичем Глуховым составила латино-русский словарь объёмом около 13 000 слов, переиздаваемый с 1998 г. В переводе и с предисловием Козловой опубликовано историческое сочинение Александра Гваньини «Описание Московии» (М.: Греко-Латинский кабинет, 1997).